# Horisme elachista
Horisme elachista là một loài bướm đêm trong họ Geometridae.